# Amerika (román)
Amerika nebo také Nezvěstný (německy Der Verschollene) je román Franze Kafky, který poprvé vyšel v roce 1927 v Kurt Wolff Verlag v Lipsku. Obraz moderní doby viděný očima 16letého chlapce je napínavé dílo, ve kterém autor vytříbenou uměleckou formou rozvinul pocit ohrožení jednoduchého člověka "odlidštění" lidskými vztahy. Strach a úzkost z moderní doby jsou v Kafkově podání stále aktuální, tak jako v době vzniku tohoto románu. Přes šerednost stínů a diverzních výkladů proniká navenek autor, který dokázal s humorem hledět do tváře formujícího se nového světa.
Součástí prvního slovenského vydání knihy je i esej Milana Kundery Kastrující stín svatého Garty.
V roce 1994 vznikla i stejnojmenná česká adaptace režiséra Vladimíra Michálka s Martinem Dejdarem v hlavní roli.

## Česká vydání
- Amerika, SNKLU, Praha 1962, přeložila Dagmar Eisnerová, znovu Dobrovský 2015.
- Nezvěstný (Amerika), Nakladatelství Franze Kafky, Praha 2004, přeložila Věra Koubová, dílo Franze Kafky, svazek 4. Zpracováno v roce 1994 v Českém rozhlasu jako šestidílná dramatizovaná četba na pokračování Účinkují: Miroslav Donutil, Marek Eben, Alois Švehlík a Soběslav Sejk, pro rozhlas upravil Jiří Hubička, z překladu Josefa Čermáka, režii měla Markéta Jahodová.[3]

## Filmové adaptace
- Amerika (1966), epizoda z britského televizního seriálu Theatre 625, režie James Ferman.
- Amerika oder der Verschollene (1969, Amerika aneb Nezvěstný), německý televizní film, režie Zbyněk Brynych.
- Une villa aux environs de New York (1983), epizoda z francouzského televizního seriálu Télévision de chambre podle románu Amerika, režie Benoît Jacquot.
- Klassenverhältnisse (1984), francouzsko-německý film podle románu Amerika, režie Danièle Huillet a Jean-Marie Straub.
- Amerika (1994), český film, režie Vladimír Michálek, v hlavní roli Martin Dejdar.